# Michel Rousselot (syndicaliste)
Ne doit pas être confondu avec Michel Rousselot (ingénieur).
Michel Rousselot (21 juillet 1943 à Lyon) est un ingénieur et syndicaliste français.

## Carrière
Ingénieur de formation (ESTP Paris), et responsable national à la JEC lorsqu'il était étudiant, il a été secrétaire général adjoint et délégué général international de l'Union des ingénieurs et cadres CFDT,, (UCC CFDT, devenue la CFDT Cadres).  
De 1984 à 1994, il est membre du Conseil économique et social.
Il a présidé le comité mondial des cadres FIET, (Fédération Internationale des employés et techniciens cadres) de 1990 à 1999, et a contribué à la création en 1993 d'Eurocadres (Conseil des cadres européens), dont il assuré la présidence jusqu'en 2005.
Pendant ces années de syndicalisme, il a régulièrement été interrogé par la presse française sur les questions liées aux cadres,,,,,,.